# Список танцевальных радиохитов № 1 2003 года (Billboard)
Список танцевальных радиохитов № 1 2003 года по версии Billboard включает танцевальные синглы, занимавшие 1 место в хит-параде Hot Dance Airplay в 2003 году. Позиции хит-парада формируются на основе статистических данных о ротации танцевальных композиций на определённых радиостанциях США. Первый выпуск хит-парада вышел в свет 17 октября 2003 года, хотя начал формироваться уже в августе. Первые 10 недель (август-октябрь) чарт не публиковался, поэтому официально считается, что первым хитом, возглавившим его, является песня «Just the Way You Are», хотя до неё в неопубликованных выпусках первым хитом #1 была песня «Never (Past Tense)».
Данные таблицы взяты с еженедельных чартов на сайте Billboard.
| Дата        | Песня                                     | Исполнитель                      | Авторы ремиксов               |
| ----------- | ----------------------------------------- | -------------------------------- | ----------------------------- |
| 17 августа  | «Never (Past Tense)»                      | Roc Project featuring Tina Arena | Original; Johnny Budz         |
| 24 августа  | «Never (Past Tense)»                      | Roc Project featuring Tina Arena | Original; Johnny Budz         |
| 31 августа  | «Never (Past Tense)»                      | Roc Project featuring Tina Arena | Original; Johnny Budz         |
| 7 сентября  | «Never (Past Tense)»                      | Roc Project featuring Tina Arena | Original; Johnny Budz         |
| 14 сентября | «Never (Past Tense)»                      | Roc Project featuring Tina Arena | Original; Johnny Budz         |
| 21 сентября | «Never (Past Tense)»                      | Roc Project featuring Tina Arena | Original; Johnny Budz         |
| 28 сентября | «Just the Way You Are»                    | Milky                            | Full Intention; Liquid People |
| 5 октября   | «Just the Way You Are»                    | Milky                            | Full Intention; Liquid People |
| 12 октября  | «Just the Way You Are»                    | Milky                            | Full Intention; Liquid People |
| 19 октября  | «Just the Way You Are»                    | Milky                            | Full Intention; Liquid People |
| 25 октября  | «Just the Way You Are»                    | Milky                            | Full Intention; Liquid People |
| 1 ноября    | «Just the Way You Are»                    | Milky                            | Full Intention; Liquid People |
| 8 ноября    | «Just the Way You Are»                    | Milky                            | Full Intention; Liquid People |
| 15 ноября   | «Baby Boy»                                | Бейонсе featuring Шон Пол        | Original                      |
| 22 ноября   | «Something Happened on the Way to Heaven» | Дебора Кокс                      | Valentin                      |
| 29 ноября   | «Something Happened on the Way to Heaven» | Дебора Кокс                      | Valentin                      |
| 6 декабря   | «Something Happened on the Way to Heaven» | Дебора Кокс                      | Valentin                      |
| 13 декабря  | «Something Happened on the Way to Heaven» | Дебора Кокс                      | Valentin                      |
| 20 декабря  | «Something Happened on the Way to Heaven» | Дебора Кокс                      | Valentin                      |
| 27 декабря  | «Something Happened on the Way to Heaven» | Дебора Кокс                      | Valentin                      |